# Anton Maikkula
Anton Maikkula (sinh ngày 3 tháng 2 năm 1997) là một cầu thủ bóng đá người Thụy Điển thi đấu cho IFK Värnamo ở Superettan, theo dạng cho mượn từ Kalmar FF.